# (20501) 1999 RD10
A (20501) 1999 RD10 a Naprendszer kisbolygóövében található aszteroida. A LINEAR projekt keretében fedezték fel 1999. szeptember 7-én.